# Video Backup System
Video Backup System (VBS) Amiga – system tworzenia kopii zapasowych dysku twardego oraz dyskietek dla komputerów Amiga przy pomocy magnetowidu.
W latach 90. XX wieku i na początku XXI wieku niektórzy użytkownicy komputerów Amiga posiadali magnetowidy VHS, a taśmy były stosunkowo tanie i łatwo dostępne.
Z drugiej strony rosła pojemność dysków twardych, niektórzy mieli dyski mniej lub równe 100 MB do ponad 16 GB. Aczkolwiek ogólnodostępne dyski 16 GB pojawiły się dopiero w okolicach 1998 i były stosunkowo drogie, wariantem tańszym były dyski mające 3,4 GB pojemności.
Z uwagi na wielkość dysków i koszt dyskietek do stworzenia kopii zapasowej było potrzebne inne rozwiązanie. Do oglądania filmów na taśmach część osób posiadała w domu magnetowidy VHS.
Wykorzystując magnetowid oraz odpowiednie oprogramowanie i okablowanie otrzymywało się napęd taśmowy, bez potrzeby zakupu drogiego sprzętu profesjonalnego (streamer, np. współcześnie w formacie LTO (Linear Tape Open)). Do nagrywania taśm wystarczyło w wielu modelach Amig, wykorzystanie obecnego wyjścia zespolonego sygnału wizyjnego (Composite) i kabel do zakupienia w sklepie RTV. Odczytanie taśm było nieco trudniejsze, wymagało trudniej dostępnego urządzenia. Osoby chcące i potrafiące lutować mogły je złożyć same w cenie kilku złotych (koszt komponentów).
Kaseta wideo E-180 mieści około 600 MB danych, a dla porównania dyskietka DD 3,5 w formacie Amigi ma 880 KB pojemności.